# Henrique (ur. 1985)
Henrique Pacheco Lima (ur. 16 maja 1985) – brazylijski piłkarz występujący na pozycji pomocnika.

## Kariera piłkarska
Od 2005 roku występował w Londrina, Junior, Figueirense, Júbilo Iwata, Cruzeiro EC i Santos FC.